# اوماجی، کوچی
اوماجی، کوچی (به لاتین: Umaji, Kōchi) یک منطقهٔ مسکونی در ژاپن است که در Aki District واقع شده‌است. اوماجی  ۹۴۱ نفر جمعیت دارد.